# Neolophonotus dondoensis
Neolophonotus dondoensis är en tvåvingeart som beskrevs av Jason Gilbert Hayden Londt 1986. Neolophonotus dondoensis ingår i släktet Neolophonotus och familjen rovflugor.
Artens utbredningsområde är Moçambique. Inga underarter finns listade i Catalogue of Life.